# Psycho (Post Malone)
Psycho è un singolo del rapper statunitense Post Malone, pubblicato il 23 febbraio 2018 come terzo estratto dal secondo album in studio Beerbongs & Bentleys.

## Descrizione
Ottava traccia del disco, Psycho, che vede la partecipazione del rapper statunitense Ty Dolla Sign, è stato descritto da Slate come un brano pop rap.

## Video musicale
Il video musicale, diretto da James Defina, è stato reso disponibile il 23 marzo 2018.

## Tracce
Testi e musiche di Austin Post, Tyrone Griffin Jr. e Louis Bell, eccetto dove indicato.
Download digitale
1. Psycho (feat. Ty Dolla Sign) – 3:41

CD singolo (Germania, Austria e Svizzera)
1. Psycho (featuring Ty Dolla Sign) – 3:41
2. Rockstar (featuring 21 Savage) – 3:39 (Austin Post, Shayaa Abraham-Joseph, Olufunmibi Awoshiley, Louis Bell)

## Formazione
Musicisti
- Post Malone – voce, programmazione, strumentazione
- Ty Dolla Sign – voce aggiuntiva
- Louis Bell – programmazione, strumentazione

Produzione
- Post Malone – produzione
- Louis Bell – produzione, produzione vocale, registrazione
- Manny Marroquin – missaggio
- Chris Galland – assistenza al missaggio
- Robin Florent – assistenza al missaggio
- Scott Desmerais – assistenza al missaggio
- Mike Bozzi – mastering

## Successo commerciale
Psycho ha esordito alla 2ª posizione della Billboard Hot 100, bloccato da God's Plan di Drake, divenendo la terza top ten di Malone e la seconda top five di Ty Dolla Sign. Nella medesima settimana ha totalizzato 54,9 milioni stream e 80 000 copie digitali. Ha in seguito raggiunto la vetta grazie a 98,2 milioni di audience radiofonica, 37 000 download digitali e 30,3 milioni di riproduzioni streaming.

## Classifiche

### Classifiche settimanali
| Classifica (2018) | Posizione massima |
| ----------------- | ----------------- |
| Australia         | 1                 |
| Austria           | 5                 |
| Belgio (Fiandre)  | 15                |
| Belgio (Vallonia) | 51                |
| Canada            | 1                 |
| Danimarca         | 2                 |
| Estonia           | 2                 |
| Finlandia         | 4                 |
| Francia           | 39                |
| Germania          | 6                 |
| Grecia            | 2                 |
| Irlanda           | 2                 |
| Islanda           | 19                |
| Italia            | 18                |
| Lettonia          | 1                 |
| Libano            | 16                |
| Malaysia          | 6                 |
| Norvegia          | 2                 |
| Nuova Zelanda     | 2                 |
| Paesi Bassi       | 8                 |
| Portogallo        | 3                 |
| Regno Unito       | 4                 |
| Repubblica Ceca   | 4                 |
| Singapore         | 19                |
| Slovacchia        | 1                 |
| Spagna            | 62                |
| Stati Uniti       | 1                 |
| Svezia            | 1                 |
| Svizzera          | 11                |
| Ungheria          | 2                 |

### Classifiche di fine anno
| Classifica (2018) | Posizione |
| ----------------- | --------- |
| Australia         | 7         |
| Austria           | 57        |
| Belgio (Fiandre)  | 70        |
| Brasile           | 185       |
| Canada            | 8         |
| Danimarca         | 17        |
| Estonia           | 11        |
| Francia           | 170       |
| Germania          | 74        |
| Irlanda           | 24        |
| Italia            | 91        |
| Nuova Zelanda     | 4         |
| Paesi Bassi       | 70        |
| Regno Unito       | 22        |
| Stati Uniti       | 6         |
| Svezia            | 14        |
| Svizzera          | 89        |
| Ungheria          | 45        |

### Classifiche di fine decennio
| Classifica (2010-19) | Posizione |
| -------------------- | --------- |
| Stati Uniti          | 79        |